# Janina Korn
Janina Korn (* 1983 in Stuttgart) ist eine deutsche Schauspielerin, Musicaldarstellerin und Stand-up-Komikerin.

## Leben
Korn ist die Tochter von Peter Schilling. Sie wuchs bei ihrer Mutter in Stuttgart auf. Im Alter von acht Jahren sang sie im Chor und stand in Theaterstücken ihrer Grundschule auf der Bühne. Mit 17 Jahren beschloss sie, Bühnendarstellerin zu werden. 2004 besuchte sie die Stage School in Hamburg, die sie mit Diplom als Bühnendarstellerin abschloss. Zusätzlich nahm sie Schauspielunterricht bei Harald Weiler. Es folgten Engagements, unter anderem als Magenta in The Rocky Horror Show bei den Luisenburg-Festspielen, der Komödie Frauengold sowie 2009 als Mollie in Die Mausefalle von Agatha Christie im Krimi-Theater am Olgaeck in Stuttgart. Im Rahmen der der Luisenburg-Festspiele in Wunsiedel stand sie in der Musicalgala Das Phantom lädt ein als Solistin auf der Bühne. 2016 studierte Janina am Lee Strasberg Theatre & Film Institute in Los Angeles.
Korn war in diversen TV-Produktionen zu sehen, darunter in der Krimi-Serie Das Duo (ZDF) unter der Regie von Markus Imboden, sowie in der Serie Niedrig und Kuhnt – Kommissare ermitteln (Sat.1). 2012 war sie in mieten, kaufen, wohnen bei VOX zu sehen. 2018 stand sie für die ZDF-Produktion Fast perfekt verliebt unter der Regie von Sinan Akkuş vor der Kamera. Seit Anfang 2019 hatte sie Auftritte mit dem Stand-up-Comedy-Kurzprogramm #fuckingfamous. Im Sommer 2019 war sie in der Titelrolle der Penny Brown im Musical Millionen für Penny an der Kleinen Komödie Cottbus zu sehen. Am selben Theater ist sie in der Bühnenfassung der TV-Serie Der Tatortreiniger als Gina Hötzinger zu sehen. Gemeinsam mit ihrem Partner, dem Schauspieler und Regisseur Roland Heitz, wirkte sie 2021 in der Reality TV-Serie Das Sommerhaus der Stars – Kampf der Promipaare mit. 2022 war sie in der RTL2-Show „Skate Fever - Stars auf Rollschuhen“ als Kandidatin zu sehen. Ebenfalls im Jahr 2022 war sie als Annette Baumann in der ARD-Serie Großstadtrevier zu sehen.
Sie unterstützt die Initiative „Hamburg wird pink! Bewusstsein für Brustkrebs“.
Korn lebt in Hamburg.